# Kafes
Kafes ("buren") var en del av det kejserliga osmanska haremet. Trots att namnet påminner om ett fängelse, var kafesen ett rymligt annex i Topkapıpalatset. Prinsar och andra potentiella tronföljare spärrades här in under konstant bevakning av palatsets vakter. 
Systemet infördes på 1600-talet genom Ahmed I:s ovillighet att mörda sin ett år yngre broder broder Mustafa, som i en kompromiss istället fick bo i kafesen tills tronföljden gick över till honom. Tidigare i osmansk historia var syskonmord enligt kaide ("regel") tillåtet, vilket sultanen Mehmet III slog rekord i genom att efter sin fars död sett sig tvungen att låta strypa sina nitton bröder för att säkra tronen åt sig själv. I denna tid skiftade även tronföljden från far-till-son till äldsta levande manliga familjemedlemmen. Kafessystemet fick senare förödande konsekvenser för blivande tronföljares förmåga att styra osmanska riket; bland dessa kan nämnas Ibrahim den galne . Syftet med Kafessystemet var bland annat att se till att möjliga politiska hot saknade den erfarenhet de tidigare fått, då den tidigare traditionen placerade potentiella tronpretendenter som guvernörer ute i riket.

## Fotnoter
1. ↑  Phillips, Tom (2019). Homo Sapiens : en kort historik över allt som skitit sig.. ISBN 978-91-7783-575-2. OCLC 1079026519. https://www.worldcat.org/oclc/1079026519. Läst 6 april 2021
2. ↑  Encyclopedia of World History, hämtad 28 oktober 2012